# Carlos Luz
Carlos Coimbra da Luz (Três Corações (Minas Gerais), 4 augustus 1894 - Rio de Janeiro, 9 februari 1961) was een Braziliaans advocaat, onderwijzer, journalist en politicus, en de negentiende president van Brazilië.
Luz werd president nadat zijn voorganger twee maanden voor het einde van zijn termijn wegens gezondheidsredenen moest stoppen met het uitoefenen van zijn functie. Hij bekleedde de functie maar drie dagen en werd opgevolgd door Nereu Ramos vanwege vermoedens dat hij zou proberen te verhinderen dat de gekozen maar nog niet in functie getreden Juscelino Kubitschek twee maanden later president zou worden. 
Deodoro da Fonseca ·
Peixoto ·
Morais ·
Campos Sales ·
Alves ·
Pena ·
Peçanha ·
Fonseca ·
Brás ·
Alves ·
Moreira ·
Pessoa ·
Bernardes ·
Luís ·
Prestes ·
(Junta van 1930) ·
Vargas ·
Linhares ·
Gaspar Dutra ·
Vargas ·
Café Filho ·
Luz ·
Ramos ·
Kubitschek ·
Quadros ·
Ranieri Mazzilli ·
Goulart ·
Ranieri Mazzilli ·
Castelo Branco ·
Costa e Silva ·
(Junta van 1969) ·
Garrastazu Médici ·
Geisel ·
Figueiredo ·
Neves ·
Sarney ·
Collor ·
Franco ·
Cardoso ·
Lula da Silva ·
Rousseff ·
Temer ·
Bolsonaro ·
Lula da Silva
- Library of Congress Control Number: no2004090445
- Virtual International Authority File: 24318446
- WorldCat: E39PBJghqRVJYKQBDRJvfMxMT3